# Aktiv exspektans
Aktiv exspektans (engelska watchful waiting) innebär att behandling inte sätts in genast för en sjukdom eller sjukdomsprocess utan den övervakas på ett regelbundet sätt för att se om den avtar av sig själv. Det används då behandlingseffekten är osäker, eller där det kan vara bättre att vänta med behandling för att en sjukdom antingen går över av sig själv eller då behandlingen har så starka biverkningar att det inte lönar sig att behandla innan sjukdomen fortskridit till ett visst stadium. Aktiv exspektans skall genomföras på ett sätt som motsvarar vetenskap och beprövad erfarenhet.
Ett exempel där aktiv exspektans används är för barn mellan 1 och 12 år med öroninflammation, där man kan avvakta med antibiotika under vissa förutsättningar, för att se om sjukdomen läker av sig själv.